# Xavi Metralla
Xavier Escudero Gonzálvez, conocido por su nombre artístico Xavi Metralla (Tarrasa, Barcelona; 11 de diciembre de 1977), es un célebre DJ y productor de mákina y hardcore español. Desde 1996, es DJ residente de la discoteca Pont Aeri junto a su hermano Dj Skudero y Dj Sonic.
Ha pinchado en más de 5 salas por todo el territorio español entre las que podemos destacar: Scorpia (Igualada), Chasis (Mataró), Central Rock (Almoradí), C oliseum (Almudévar), Sonique (Madrid), Plastic (Madrid), Privilege-X (Madrid), Panic (Madrid), Chocolate (Sueca), Pachá (Zaragoza), Hook (Alicante), Manssion (Benidorm), Amnesia (Benidorm), Penélope (Alcoy), Masía (Segorbe), Piramide (Cabanes), Xque (Palafrugell) y Red Poppy (Vinaroz).
En el extranjero también es conocido por sus actuaciones en Cargo (Francia), Nouba Roll's (Francia), Galaxy (Septfonds, cerca de Montauban, Francia), Marina Atlantide (Le Barcarès, Francia) o The Blue Monkey (Newcastle), entre otras.
Su estilo en sesión actualmente se caracteriza por combinar mákina y hardcore, y buscar mezclas animadas.

## Premios
- 2000: Flying Free : Mejor tema comercial nacional y mejor tema Makina nacional (revista DEEJAY)
- 2001: Mejor DJ Makina 2001 (revista DJ1)
- 2002: Reaching Dreams : Mejor tema Makina nacional (revista DEEJAY)
- 2002: Mejor DJ Hardcore 2002 (revista DJ1)
- 2004: Sweet Revenge : Mejor tema Makina
- 2007: Mejor DJ Makina 2007 (revista DJ1)
- 2008: Mejor DJ Makina 2008 (revista DJ1)

## Discografía

### Maxisencillos
- Metramorphosis
- Diabólica
- Typhon
- Pont Aeri vol. 3
- Pont Aeri vol. 4
- Remixes Flying Free
- Pont Aeri vol. 5
- Pont Aeri vol. 6
- 99 Luftballoons
- Remixes Reaching Dreams
- Pont Aeri vol. 7 Phantasies
- Pont Aeri vol. 8 Sweet Revenge
- Pont Aeri vol. 9 This Is Your Dream
- Makina Survives
- Sk8ter boy rmx (metralla vs sonic)
- Pont Aeri vol. 10 Believe
- Fliyng Free Remix 2007 (By Xavi Metralla)

### Recopilatorios Pont Aeri
- The Best of... Pont Aeri
- The Great Family
- The Rave Master vol. 2 Live at
- Trilogy
- The Rave Master Vol. 3 Live at
- For The Eternity
- Live at Pont Aeri
- Now is The Time
- 10 Años a Toda Makina
- The Megarave Live at
- 4 Life
- Hard Halloween
- Revival Sesions
- Gladiators
- Makina Legend Live At Pont Aeri
- The Winter Compilation

### Otros Recopilatorios
- Tekno Warriors Vol. 1
- Tekno Warriors Vol. 2
- Héroes del Tekno Vol. 2
- Mega Aplec Dance (MAD) 2001
- Mega Aplec Dance (MAD) 2002
- Revival Sessions Vol. 1
- Revival Sessions Vol. 2
- Revival Sessions Vol. 3
- Professional DJs 1
- Professional DJs 2
- Professional DJs 3
- Professional DJs 4 (2002)
- Professional DJs 2003
- Professional DJs 2003 Summer Edition

### Álbumes en solitario
- 100% Metralla
- 100% Metralla vol. 2